# 영춘면
영춘면(永春面)은 대한민국 충청북도 단양군의 면이다.

## 역사
- 고구려시대 : 을아단현에 속함
- 신라시대 : 자춘현으로 내성군(영월)에 속함
- 고려시대 : 영춘군에 속함
- 1399년 (정종 (조선) 1년) : 충청도로 이속됨
- 1413년 (조선 태종 13년) : 현감이 파견됨
- 1895년 : 영춘군으로 승격됨
- 1898년 : 단양군 기록에 의하면 영춘군은 군내면, 동면, 대곡면, 가야면, 어상천면, 차의곡면의 6개면이 있었으며, 이중에서 지금의 영춘면에 속한 지역은 군내면에 상리, 하리, 백자동, 향산리, 보발리, 남천리 6개리, 동면에 의풍리, 대리, 용진리, 오사리 4개리, 차의곡면에 유암리, 사이곡리, 만종리, 장발리, 별방리, 사지원리 6개리였다.
- 1909년 : 단양군 기록에 의하면 ‘백자동’의 ‘동’자가 보이지 않으며 동면의 ‘대리’ → ‘동대리’의 변경이 확인된다. 이때 행정구역 동(洞)을 리(里)로 변경했음을 알 수 있다.
- 1914년 3월 1일 : 부군면 통폐합으로 영춘군이 단양군에 합병되었다. 이때 영춘면에 오사리, 용진리, 동대리, 의풍리, 상리, 하리(소재지), 백자리, 남천리 8개리를, 차의곡면에 유암리, 사이곡리, 만종리(소재지), 별방리, 장발리, 사지원리, 향산리 7개리를 관할했다. 이때 군내면과 동면이 폐지되고 보발리가 가곡면으로 편입되었다.
- 1917년 9월 25일 차의곡면과 통합.[1] 오사리, 용진리, 동대리, 의풍리, 상리, 하리, 백자리, 남천리, 유암리, 사이곡리, 만종리, 별방리, 장발리, 사지원리, 향산리 15개리를 관할했다.

- 1946년 1월 : 향산리가 가곡면으로 편입되었다.
- 1970년 : 사지원리가 1~2리로 분구되었다.
- 1971년 : 상리와 의풍리가 1~2리로 분구되었다.
- 1976년 10월 1일 : 별방출장소가 개설되었다.
- 1985년 : 하리, 유암리, 별방리, 장발리, 남천리가 각각 1~2리로 분구되었다.
- 1989년 9월 23일 : 별방출장소가 폐지되었다.

## 행정 구역
| 법정리   | 행정리               | 비고                   |
| -------- | -------------------- | ---------------------- |
| 남천리   | 남천1리, 남천2리     |                        |
| 동대리   | 동대1리, 동대2리     |                        |
| 만종리   | 만종리               |                        |
| 백자리   | 백자리               |                        |
| 별방리   | 별방1리, 별방2리     |                        |
| 사이곡리 | 사이곡리             |                        |
| 사지원리 | 사지원1리, 사지원2리 |                        |
| 상리     | 상1리, 상2리         | 면 행정복지센터 소재지 |
| 오사리   | 오사리               |                        |
| 용진리   | 용진리               |                        |
| 유암리   | 유암1리, 유암2리     |                        |
| 의풍리   | 의풍1리, 의풍2리     |                        |
| 장발리   | 장발1리, 장발2리     |                        |
| 하리     | 하1리, 하2리         |                        |